# Husayn ibn Ali (jerife de La Meca)
Husayn bin Ali (en árabe, حسین بن علی), nombre también transcrito como Hussein, Husein o Husain, nació en Estambul (Imperio otomano) entre 1853 y 1854 y murió en Amán (Transjordania) el 4 de junio de 1931, fue emir y jerife de La Meca entre 1908 y 1917 y después rey de Hiyaz hasta 1924. Tras su destronamiento se proclamó califa, viviendo en el exilio hasta su muerte.

## Biografía
Miembro del linaje de los hachemíes, fue el último jerife de La Meca, cargo existente desde el siglo X que había correspondido siempre a los hachemíes y que tenía a su cargo el gobierno de los santos lugares del Islam, La Meca y Medina, y por extensión de todo el Hiyaz. A causa de las intrigas del sultán otomano Abdul Hamid II en relación con el gobierno de los santos lugares, que se traducía en una relación de tira y afloja con los hachemíes, Husayn permaneció dieciocho años retenido, esto es, honorablemente cautivo, en Estambul antes de ser enviado al Hiyaz en 1908 como gobernante. 
Al estallar la Primera Guerra Mundial, Husayn fue contactado por Lord Kitchener, secretario de Estado británico para la guerra, quien, a través del alto comisionado británico en El Cairo, Henry McMahon, hizo llegar al jerife un mensaje en el que se le invitaba a aliarse con los británicos en el recién desencadenado conflicto: «Si la nación árabe se coloca a su lado en esta guerra, Inglaterra le garantizará contra toda intervención exterior en Arabia y dará a los árabes toda la ayuda necesaria contra una agresión extranjera». Este primer mensaje derivó en un célebre intercambio epistolar entre el emir y el alto comisionado, conocido como Correspondencia Husayn-McMahon, en el cual se preparó la rebelión árabe contra los otomanos, que debía coordinarse con los intereses bélicos británicos a cambio del reconocimiento aliado de un Estado árabe independiente en los territorios árabes de Asia una vez liberados del dominio turco, esto es, desde la actual Siria hasta el Yemen.
En 1916 estalló la Rebelión Árabe. Las tropas rebeldes liberaron La Meca completamente el 4 de julio, Taif el 23 de septiembre y asediaron a la importante guarnición otomana en Medina (no se rindió hasta el 10 de enero de 1919) al tiempo que cortaban la línea de ferrocarril que servía para el transporte de tropas otomanas; de este modo, el Hiyaz quedó libre del poder turco y se convirtió en reino. La rebelión siguió hacia el norte capitaneada por dos de los hijos del jerife, Faysal y Abd Allah. 
Husayn fue nombrado no solo rey del Hiyaz, sino rey del país de los árabes (malik bilād al-`arab), en consonancia con el proyecto de crear un reino unificado en todos los territorios árabes liberados por los rebeldes. Este título hizo que se reavivara su conflicto con la familia de los Ibn Saud o saudíes, gobernantes del vecino sultanato del Nechd, en la Arabia central y cabeza de la militarizada secta fundamentalista de los wahhabíes. Los saudíes tenían como vieja aspiración la de hacerse con el control del Hiyaz, y se había intensificado tras la construcción de la vía férrea que unía la zona con Damasco aumentando el comercio y el flujo de peregrinos.
Las promesas de reconocimiento de un Estado árabe hechas por Henry McMahon eran, sin embargo, falsas, ya que al tiempo que el alto comisionado las formulaba, Gran Bretaña y Francia preparaban en secreto el reparto de Oriente Medio que cristalizaría en los Acuerdos Sykes-Picot de mayo de 1916. De este modo, aunque el Estado árabe llegó a ver la luz de manera precaria, con capital en Damasco, su proceso constituyente fue torpedeado y finalmente, en 1920, tropas francesas y británicas hicieron efectivo el reparto de la zona entre ambas potencias. Faysal y Abd Allah fueron coronados como reyes títeres, respectivamente, de Irak y de Transjordania, dos Estados creados artificialmente por el Reino Unido de acuerdo a sus intereses de división territorial.
El primer hijo del jerife, Ali, se quedaba en el Hiyaz como futuro sucesor de Husayn al frente del país. El Hiyaz no entraba dentro de los planes de reparto territorial, con lo que la independencia del reino iba a ser, en principio, respetada por las potencias. Sin embargo, el sultán del Nechd, Abd al-Aziz ibn Saud, antiguo aliado de los británicos, aprovechará el final del conflicto mundial para dar un nuevo impulso al viejo expansionismo saudí hacia el Hiyaz. Los saudíes conquistaron y se anexionaron en 1919 dos oasis que les servirían de base para la conquista del resto del Hiyaz. Gran Bretaña rechazó ayudar a su reciente aliado, el rey Husayn, manteniendo una política de neutralidad en el conflicto interárabe.
En plena guerra entre el Hiyaz y los Ibn Saud, se proclama en la nueva Turquía la república kemalista y es abolido el califato (3 de marzo de 1924). Husayn aprovecha entonces para proclamarse a sí mismo califa el 7 de marzo de ese mismo año, aprovechando su condición de hachemí y por tanto descendiente directo de Mahoma (hay que decir que Gran Bretaña había contemplado años atrás la posibilidad de que los hachemíes se hicieran cargo del califato). Este nombramiento no obtuvo mucho eco entre los musulmanes, pero fue considerado una provocación por los fundamentalistas saudíes, quienes intensificaron las hostilidades y se hicieron con el control definitivo del Hiyaz ese mismo año.
Husayn se exilió a Amán, capital del reino de su hijo Abd Allah, donde siguió usando el título de califa hasta su muerte en 1931.

## Títulos y tratamientos
Esta tabla aún no está actualizada. Puedes contribuir aportando información sobre títulos y tratamientos de esta persona.

## Distinciones honoríficas
- Soberano Gran Maestre (y fundador) de la Suprema Orden del Renacimiento (Reino Hachemita del Hiyaz, 1917).
- Medalla del Reino del Hiyaz (Reino Hachemita del Hiyaz, 1918).
- Medalla de la Independencia de Arabia (Reino Hachemita del Hiyaz, 1921).
- Soberano Gran Maestre (y fundador) de la Orden de la Independencia (Reino Hachemita del Hiyaz, 1921).
- Caballero Gran Collar de la Orden de Mehmet Alí (Reino de Egipto).
- Caballero Gran Cruz de la Honorabilísima Orden del Baño (Reino Unido, 11/03/1920).
- Caballero Gran Cordón de la Orden de Leopoldo (Reino de Bélgica).
- Caballero Gran cruz de la Orden de la Legión de Honor (República Francesa).
- Caballero de Primera Clase de la Imperial Orden de la Gloria (Imperio Otomano, 29/10/1908).
- Caballero de Primera Clase de la Orden de Mejīdiyye (Imperio Otomano).
- Caballero de Primera Clase de la Orden de Osmanie (Imperio Otomano).
- Medalla de Imtiyaz en Oro (Imperio Otomano).
- Medalla de Imtiyaz en Plata (Imperio Otomano).

| Predecesor: No tuvo            | Rey del Hiyaz 1916 - 1924            | Sucesor: Ali bin Hussein |
| Predecesor: Ali Abdullah Pasha | Jerife y Emir de La Meca 1908 - 1924 | Sucesor: Ali bin Hussein |